# Граф Роден

Герб графів Роден.

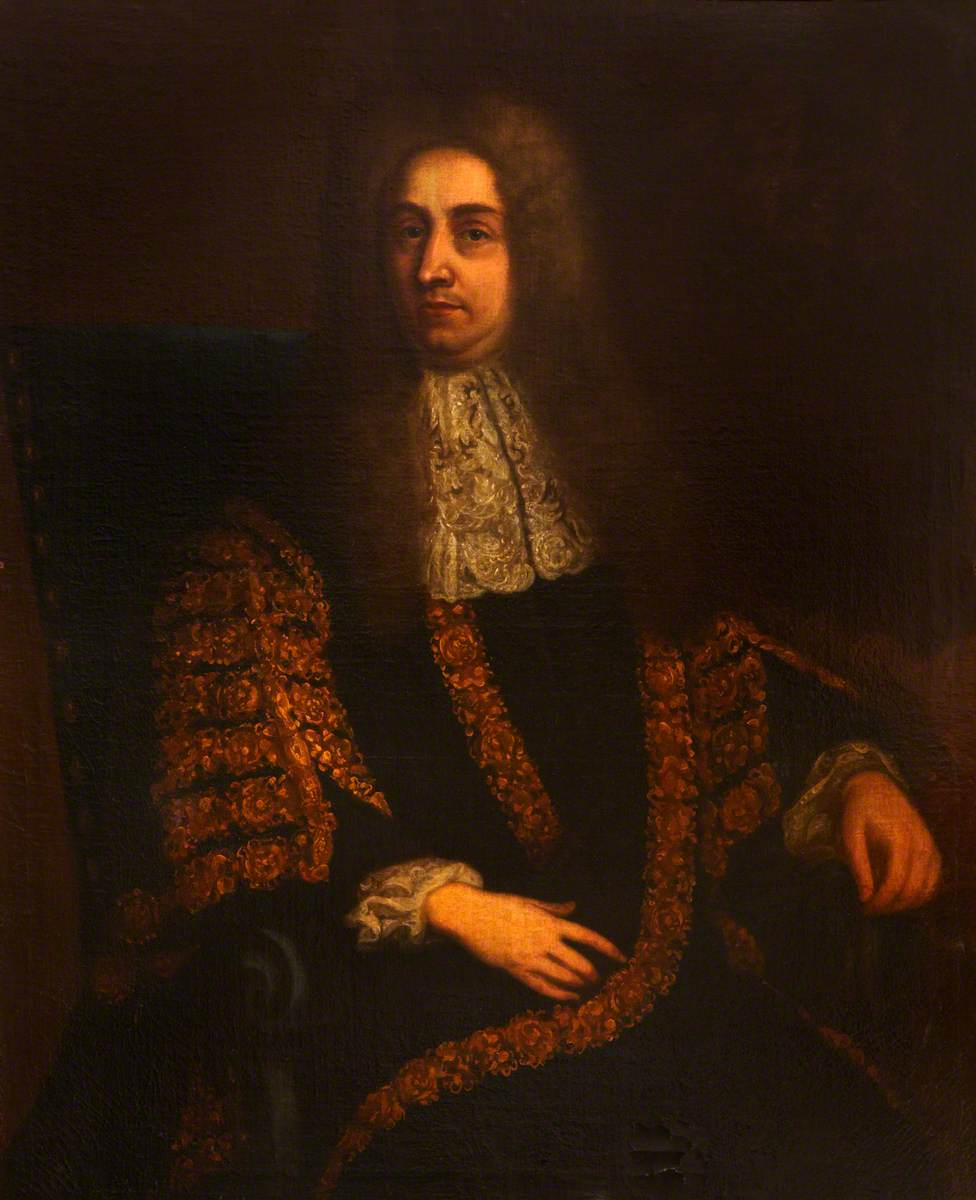
Роберт Джоселін – І віконт Джоселін.

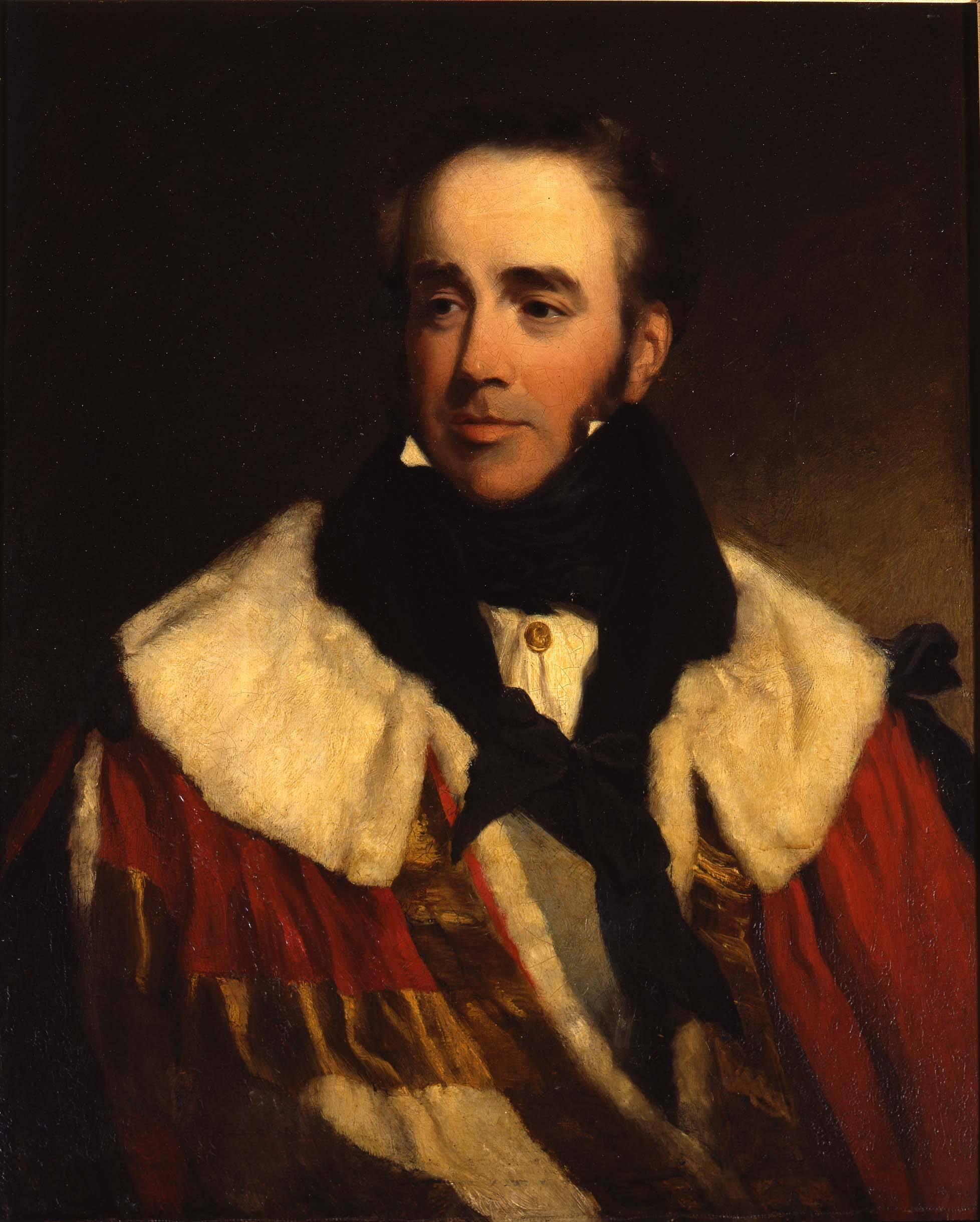
Роберт Джоселін – ІІІ граф Роден. Портрет худ. Фредеріка Річарда Сей, 1830.

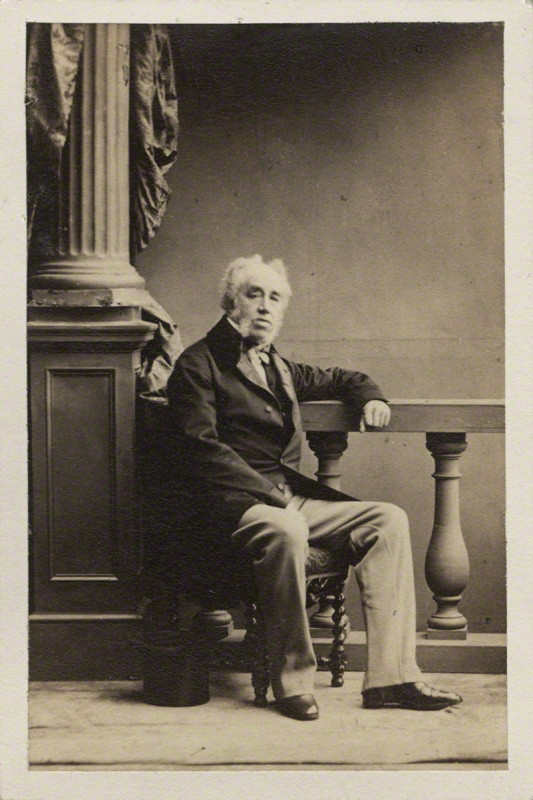
Роберт Джоселін – ІІІ граф Роден.

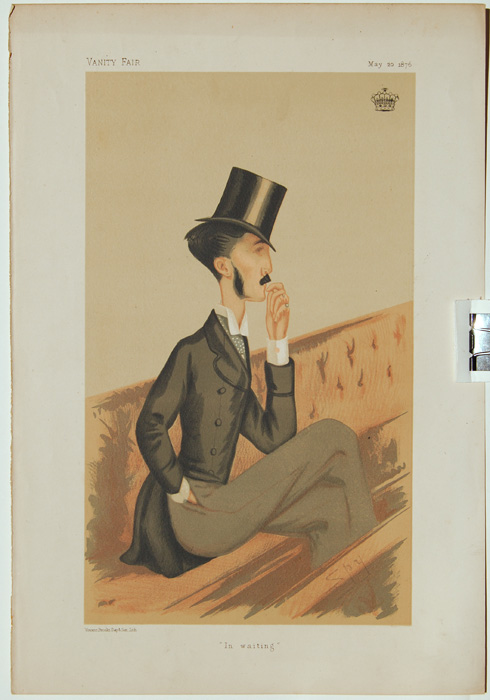
Роберт Джоселін – ІV граф Роден. Карикатура «В очікуванні» із серії «Ярмарок марнославства» 1876.

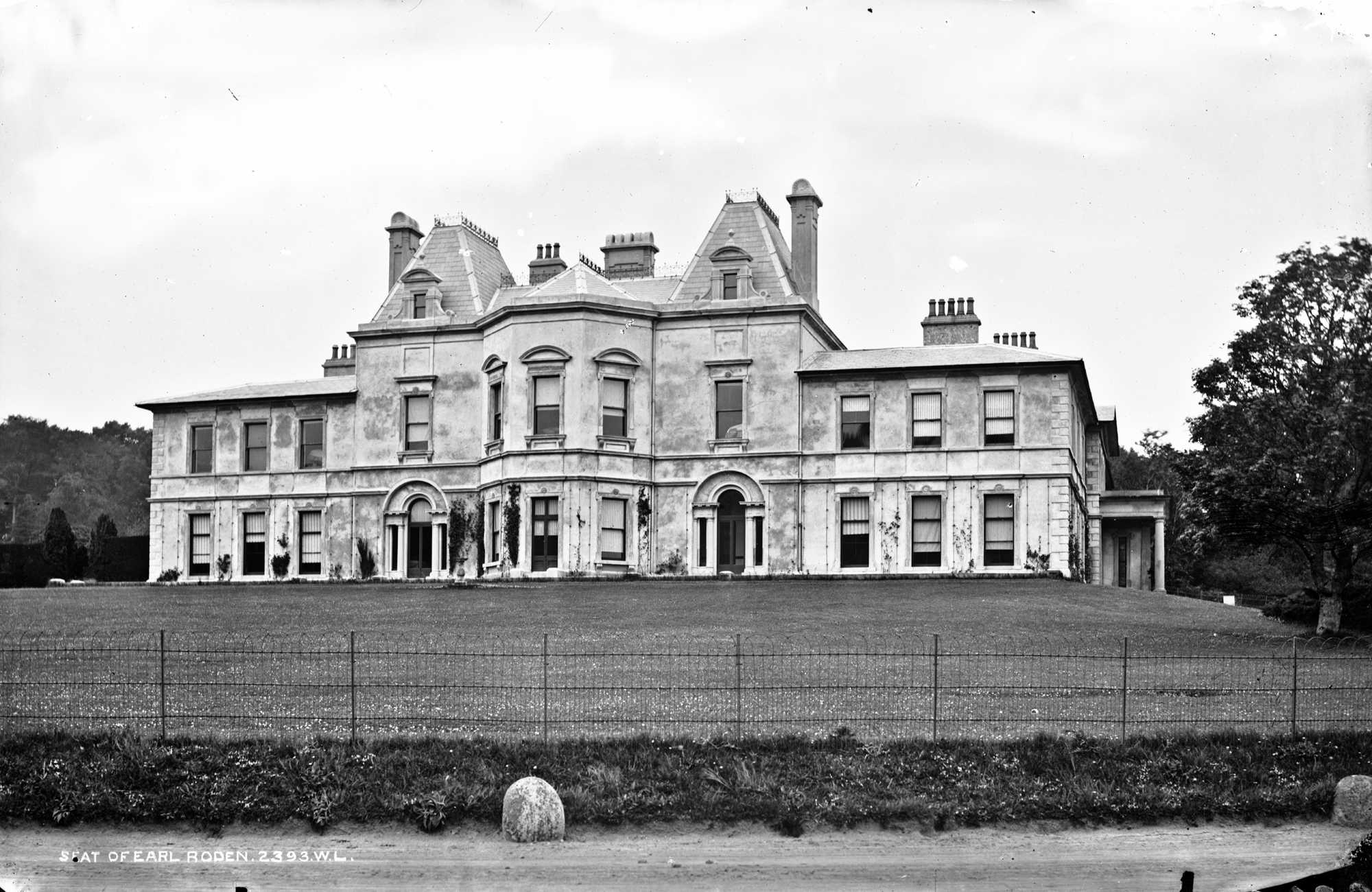
Брайнсфорд-Хаус, більш відомий як Толлаймор-Парк, що в графстві Даун (знесено в 1952 році).

Граф Роден (англ. - Earl of Roden) – аристократичний титул в перстві Ірландії.

## Девіз графів Роден
Faire mon devoir – «Виконувати свій обов’язок» (фр.)

## Історія графів Роден
Титул граф Роден створений в перстві Ірландії в 1771 році для Роберта Джоселіна – ІІ віконта Джоселін. Ця гілка родини Джоселін походить від І віконта Джоселін – видатного ірландського юриста та політика Роберта Джоселіна – сина Томаса Джоселіна – третього сина сера Роберта Джоселіна – І баронета Джоселін, з Гайд-Холлу.
Роберт Джоселін (1688 – 1756) – І віконт Джоселін був відомим політиком, депутатом парламенту Ірландії, суддею, служив лордом-канцлером Ірландії з 1739 по 1756 рік. У 1743 році він отримав титул пера Ірландії як барон Ньюпорт з Ньюпорта, а в 1755 році він отримав ще однин титул - віконта Джоселін у перстві Ірландії. Роберт Джоселін був старшим сином Томаса Джоселіна з Собріджворта, Хартфордшир та Енн Брей – дочки Томаса Брея з Вестмінстера. Його дідом по батьковій лінії був сер Роберт Джоселін – І баронет Джоселін, верховний шериф Хартфордшира. Джоселіни жили в Собріджворті принаймні з XV століття: серед відомих людей родини був Ральф Джоселін з Гайд-Холлу (помер у 1478 році), що двічі був лордом-мером Лондона. Роберт Джоселін деякий час вивчав право в офісі адвоката на ім’я Солкельд на Брук-стріт, Голборн, де він познайомився з Філіпом Йорком – І графом Гардвік (що одночасно займав посаду лорда Верховного канцлера Великої Британії під час перебування Роберта Джосліна на посаді лорда-канцлера Ірландії). Роберт Джоселін був прийнятий як учень в юридичну компанію «Грей’с Інн» у 1709 році, він отримав посаду адвоката 27 січня 1719 року, а на додаткових виборах у вересні 1725 року був обраний депутатом Палати громад парламенту Ірландії від Гранарда, графство Лонгфорд. Він отримав посаду третього сержанта Ірландії 28 березня 1726 року, а на загальних виборах 1727 року був обраний депутатом від Ньютауна, графство Даун. 4 травня 1727 року він отримав посаду генерального соліситора. Після сходження на престол і коронації його величності короля Георга II Роберт Джоселін ввійшов до уряду, а 22 жовтня 1730 року був підвищений до посади генерального прокурора замість Томаса Марлея, нещодавно призначеного головним бароном королівства. У 1739 році як генеральний прокурор він притягнув до відповідальності лорда Сантрі за безпричинне вбивство Лафліна Мерфі, швейцара в таверні. Сантрі був засуджений до смертної кари, але отримав відтермінування виконання вироку, а потім вийшов на волю. Після відставки Томаса – лорда Віндема Роберт Джоселін завдяки впливу свого старого друга – лорда Гардвіка отримав посаду лордом-канцлера Ірландії (7 вересня 1739 р.) і зайняв місце спікера Ірландської палати лордів на відкритті парламенту 9 жовтня 1739 року. Він був нагороджений титулом барон Ньюпортом з Ньюпорта, що в графстві Тіпперері за 29 листопада 1743 року. Як лорд-канцлер, він був одним із тих, кому було доручено розробити заходи для пом’якшення голоду в Ірландії 1740 – 1741 років, який був настільки жорстоким, що став відомий як «рік знищення». Історики розкритикували вжиті заходи як суворі та абсолютно неефективні. 3 лютого 1744 року він головував на судовому процесі над Ніколасом Неттервіллем – V віконтом Неттервіллем, що був звинувачений у вбивстві свого слуги Майкла Волша, але був «з честю виправданий» на тій підставі, що два головні свідки проти нього померли до суду, і на їхні свідчення не можна було покладатися як на доказ. Про деталі злочину відомо напрочуд мало. Роберт був нагороджений титулом віконт Джоселін у перстві Ірландії 6 грудня 1755 року. У вересні 1756 року він покинув Ірландію для відновлення свого здоров’я. Він так і не повернувся, і, помираючи в Лондоні 3 грудня 1756 року, у віці 68 років, був похований у Собріджворті, Хартфордшир. Роберта Джоселіна згадує лорд Честерфілд як «людину великої цінності». Роберт мав привітний характер, літературний та антикварний смак. Під час відсутності лорда-лейтенанта Ірландії він був не менше ніж дев’ять разів виконував обов’язки лорда-судді Ірландії і був президентом Дублінського фізико-історичного товариства. Він мав будинок у Сент Стівенс-Грін у центрі міста, а пізніше орендував у віконта ФіцВільяма Маунт-Мерріон-Хаус на південь від Дубліна. Він був людиною простих смаків і невибагливих манер: з потіхою відзначали, що і його капелана Ісаака Манна (пізніше єпископ Корк і Росс), і його стюарда містера Вайлда часто приймали за нього, оскільки обидва мали набагато більш вишукані манери, які очікують від джентльмена, аніж Роберт Джоселін. Він був найщасливішим вдома в Маунт- Мерріон, рідко залишаючи його у вільний час, його основним відпочинком були прогулянки по навколишній місцевості. Роберт Джоселін перший раз одружився в 1720 році з Шарлоттою (померла 23 лютого 1747 року) – дочкою Чарльза Андерсона Вустера, її сестра Анна вийшла заміж за Тімоті Гудвіна – архієпископа Кашеля. Їхній єдиний син Роберт став його спадкоємцем титулів. Смерть Шарлотти, «найкращої з дружин», завдала йому сильного горя. 15 листопада 1754 року Роберт Джоселін одружився вдруге з Френсіс – дочкою Томаса Клакстона з Дубліна, вдовою Річарда Парсонса – І графа Росс. Цей шлюб, хоча і недовгий, був також щасливим. Френсіс пережила свого другого чоловіка і померла 25 травня 1772 року.
Титул успадкував його син Роберт Джоселін, що став ІІ віконтом Джоселін. Він був обраний депутатом Палати громад парламенту Ірландії і представляв Олд-Лейлін. Отримав посаду генерального аудитора Ірландії. У 1770 році він успадкував від свого двоюрідного брата титул баронета Гайд-Холл. У 1771 році він був отримав титул графа Роден з Хай-Родінг, що в графстві Тіпперері в перстві Ірландії. Лорд Роден одружився 11 грудня 1752 року з леді Енн Гамільтон – дочкою Джеймса Гамільтона – І графа Кланбрассілл і сестрою Джеймса Гамільтона – ІІ  графа Кланбрассілл. Шлюб був щасливим і приніс велику радість його батькові, що на той час втратив власну дружину. У них було 11 дітей. Їхній третій син Персі Джоселін став єпископом Клогера, але його кар'єру зруйнував горезвісний секс-скандал у 1822 році, і він прожив решту життя під вигаданим ім’ям. Відомо, що його ганьба глибоко вплинула на психічний стан лорда Каслрі, у якого, очевидно, розвинулася параноїдальна маячня про те, що йому повинні бути висунуті звинувачення у справі Джосліна: вважається, що це було основним фактором самогубства лорда Каслрі. Роберт Джоселін – І граф Роден помер в Дубліні на Йорк-стріт.
Титул успадкував його син теж Роберт Джоселін (майже всіх старших синів роду Джоселін звали Роберт), що став ІІ графом Роден.  Він був обраний депутатом палати громад парламенту Ірландії від Дандолка, служив ірландським представником у британській палаті лордів між 1800 і 1820 роками. Він також був професійним військовим, що відіграв вирішальну, страшну і жорстоку роль у придушенні ірландського повстання 1798 року.
Титул успадкував його син Роберт Джоселін (1788 – 1870), що став ІІІ графом Роден. Він був обраний депутатом палати громад парламенту Великобританії і представляв графство Лаут, був генеральним аудитором казначейства Ірландії. Став відомим політиком, належав до партії торі. Він був релігійним фанатиком-протестантом. У 1821 році він отримав титул барона Кланбрассілл з Гайд-Холлу, що біля Хертфорду і Дандолка в графстві Лаут у перстві Об’єднаного Королівства Великобританії та Ірландії, що дало йому та його нащадкам автоматично місце в Палаті лордів парламенту Великобританії. Це було відродження титулу барона Кланбрассіл, яким володіли його предки – графи Кланбрассіл. Лорд Роден був провідною фігурою Другої протестантської Реформації. У 1812 році він ввійшов до Таємної Ради Ірландії. Отримав посаду скарбника в уряді Сперсера Персеваля. Цю ж посаду він зберіг, коли прем’єр-міністром став лорд Ліверпуль після вбився Персіваля в 1821 році. У 1812 році він отримав посаду віце-камергера, яку він втратив після падіння уряду лорда Ліверпуля в 1827 році. У 1821 році він став кавалером ордена Святого Патріка. Він був одним із лідерів оранжистів і отримав ранг Великого Магістра ордену оранжистів. У 1849 році в Доллі-Брі, що поблизу Каслвеллана між протестантами та католиками відбулося сутички, під час яких були вбиті люди, після того, як він запросив оранжистів у свій маєток і звернувся до них, закликаючи їх «виконати свій обов’язок як вірних протестантів» - по суті підбурив до вбивства католиків. Була створена комісія для розгляду подій, яка жорстко розкритикувала графа Родена за його поведінку. Внаслідок цього його було знято з посади члена Комісії миру. Граф Роден був двічі одружений. Перший раз він одружився з Марією Френсіс Кетрін (бл. 1793 – 25 лютого 1861) - дочкою Томаса Степлтона – ХІІ барона ле Деспенсера. Шлюб відбувся 9 січня 1813. У них було три сини і три дочки. Після смерті першої дружини 25 лютого 1861 року граф Роден одружився з Клементіною Джанет - дочкою Томаса Ендрюса з Грінноуза, вдовою капітана Роберта Лушінгтона Рейлі зі Скарва, графство Даун. Шлюб відбувся 16 серпня 1862 року. Дітей у них не було. У подальшому житті лорд Роден проводив час в Единбурзі, Шотландія, щоб покращити своє здоров’я у чудовому шотландському кліматі. Він помер там у березні 1870 року у віці 81 року.
Титул успадкував його онук Роберт Джоселін – син покійного віконта Джоселіна, що помер раніше за батька. Графиня Роден померла 9 липня 1903 року. Роберт Джоселін – IV граф Роден служив у другій консервативній адміністрації Бенджаміна Дізраелі з 1874 по 1880 рік. Він здобув освіту в Ітон-коледжі та в Трініті-коледжі в Кембриджі, отримавши ступінь бакалавра у 1868 році. Після смерті батька в 1854 році він отримав титул віконта Джоселін. У 1876 році він пішов у відставку зі служби в лейб-гвардії. Роберт Джоселін успадкував титул графа від свого діда в 1870 році. У 1874 році він отримав посаду в уряді, яку він обіймав до 1880 року. Лорд Роден помер, перебуваючи на урядовій посаді в січні 1880 року у віці лише 33 років. Він був неодруженим, і титули успадкував його дядько Джон Стрейндж Джоселін, що став V графом Роден.
Джон Стрендж Джоселін – V граф Роден (5 червня 1823 — 3 липня 1897) був англо-ірландським військовим діячем та джентльменом. Він був сином Роберта Джоселіна – ІІІ графа Роден, успадкував титул графа після смерті свого племінника Роберта Джоселіна – IV графа Родена, у 1880 році. Джон народився в Толлімор-Парк-Хаусі в Брайансфорді, графство Даун. Він здобув освіту в Харроу. Став підполковником шотландської гвардії. Брав участь у Кримській війні з москалями, брав участь в битві біля річки Альма, де москалі були вщент розбиті, у битвах під Балаклавою та Інкерманом. Пізніше він командував 2-м егерським корпусом, Британським німецьким легіоном. Він отримав французький орден Почесного легіону та турецький орден Меджиді. Він обіймав посаду заступника лейтенанта графства Даун. Він був депутатом Палати лордів як барон Кланбрассіл, титул, який його батько отримав у 1821 році, з 1880 року до своєї смерті. Він був великим землевласником у графствах Даун і Лаут.
Коли він помер у 1897 році, титул барона Кланбрассіл зник. Ірландські титули успадкував його двоюрідний брат, що став VI графом Роден. Він був сином його ясновельможності Джона Джоселіна – четвертого сина ІІ графа Роден. Після його смерті ці титули успадкував його молодший брат Роберт, Що став VII графом Роден. Роберт одружився з письменницею Адою Марією Дженінс. Їхній син, якого також звали Роберт, успадкував титул і став VIII  графом Роден. Він був депутатом Палати лордів парламенту у період з 1919 по 1956 рік. З 2014 року цими титулами володіє його онук – Х десятий граф Роден, що успадкував титул від свого батька в 1993 році.
Титул баронет Джоселін з Гайд-Холлу, що в графстві Гертфорд, було створено в баронетстві Англії в 1665 році для Роберта Джоселіна. Титул успадкував його старший син, що став ІІ другим баронетом Джоселін. Ця лінія сім’ї зликла після смерті його молодшого сина – IV баронета Джоселін у 1778 році. Титул баронета успадкував його двоюрідний брат – І граф Роден.
Родинним гніздом графів Роден був Гайд-Хол, що біля Собріджворта, Хартфордшир. Другою резиденцією графів Роден був маєток Толлімор-Парк, що біля Брайансфорда, графство Даун. Графи Роден були пов’язані з містом Дандолк графства Лаут понад три століття. У липні 2006 році право власності на місто було продано на аукціоні.

## Віконти Джоселін (1755)
- Роберт Джоселін (1688 – 1756) – І віконт Джоселін
- Роберт Джоселін (1731 – 1797) – ІІ віконт Джоселін (нагороджений титулом граф Роден у 1771 році)

## Графи Роден (1771)
- Роберт Джоселін (1731 – 1797) – І граф Роден
- Роберт Джоселін (1756 – 1820) – ІІ граф Роден
- Роберт Джоселін (1788 – 1870) – ІІІ граф Роден
- Роберт Джоселін (1846 – 1880) – IV граф Роден
- Джон Стрендж Джоселін (1823 – 1897) – V граф Роден
- Вільям Генрі Джоселін (1842 – 1910) – VI граф Роден
- Роберт Джуліан Орде Джоселін (1845 – 1915) – VII граф Роден
- Роберт Сом Джоселін (1883 – 1956) – VIII граф Роден
- Роберт Вільям Джоселін (1909 – 1993) – IX граф Роден
- Роберт Джон Джоселін (1938 р. н.) – X граф Роден

Спадкоємцем титулу є єдиний син нинішнього власника титулу Шейн Роберт Геннінг Джоселін  - віконт Джоселін (1989 р. н.).